# Hitojichi shihō
Hitojichi shihō (japanisch: 人質 司法, wörtlich „Geiseljustiz“ oder „Gerechtigkeit durch Geiselnahme“) ist ein Ausdruck, um eine bestimmte japanische Strafverfolgungspraxis zu kritisieren. Mit diesem Wort beschreiben Kritiker des japanischen Justizwesens die Strategie der Strafverfolger, Verdächtige wie eine Geisel in Untersuchungshaft zu behalten, um ein Geständnis zu erpressen. Ohne dieses „Lösegeld“ sei eine Haftentlassung auf Kaution bis zum Prozess kaum möglich.

## Beschreibung des Systems
Die japanische Strafprozessordnung ermöglicht es, einen Verdächtigen für einen Zeitraum von 23 Tagen ohne formelle Anklage festzuhalten und ihm die Möglichkeit einer Freilassung gegen Kaution zu versagen. Während z. B. in Großbritannien nur Terrorverdächtige für maximal 14 Tage ohne Anklage festgehalten werden dürfen (und dies dort umstritten ist), dauert die Untersuchungshaft in Japan maximal 23 Tage. Der japanische Jurist Kazuo Inaba war während seines Forschungsaufenthalts in Deutschland daher „erstaunt über die lange Dauer der hiesigen Untersuchungshaft.“
Die tatsächliche Haftdauer kann in Japan jedoch erheblich länger sein als 23 Tage, da diese Frist jedes Mal verlängert wird, wenn neue Vorwürfe gegen den Verdächtigen erhoben werden. Staatsanwaltschaft und Polizei hätten, so die Kritik, die Angewohnheit perfektioniert, Vorwürfe gegen den Verdächtigen absichtlich aufzuspalten, so dass die Haft auf unbestimmte Zeit verlängert werden könne, manchmal einfach, indem ein früherer Vorwurf umformuliert werde (zum Beispiel kann ein des Mordes Verdächtigter zunächst wegen „Leichenablage“ und später wegen Mordes beschuldigt werden, womit eine neue Frist von 23 Tagen beginnt). Dies geschah zweimal mit Carlos Ghosn, der insgesamt 53 Tage inhaftiert und verhört worden war, bevor er angeklagt wurde. Von manchen als noch bedenklicher angesehen, erlaubt es die japanische Strafprozessordnung nicht, dass bei den Verhören der Rechtsbeistand des Angeklagten anwesend ist. Diese Verhöre können wochenlang bis zu zwölf Stunden täglich dauern.
Selbst nach dieser ersten Haftperiode vor Klageerhebung falle es Verdächtigen, die nicht „gestanden“ haben, sehr schwer, einen Richter davon zu überzeugen, sie gegen Kaution freizulassen. Unter diesen Umständen bestehe nach monatelanger Haft unter manchmal sehr harten Bedingungen die Versuchung, dass als „Geisel“ gehaltene Verdächtige zumindest einen Teil der gegen sie erhobenen Vorwürfe geständen.
Die BBC analysierte die Flucht von Carlos Ghosn im Dezember 2019 als Folge der japanischen „Geiseljustiz“. Tatsächlich würden in Japan 89 % aller Verurteilungen ganz oder teilweise auf der Grundlage der Geständnisse des Angeklagten erlangt, weshalb es wichtig sei, diese bis zu ihrem Geständnis im Gefängnis zu halten. Verfechter des Systems bestreiten, dass die Geständnisse Ursache für die sehr hohe Quote der Verurteilungen von über 99 % seien (Vergleich USA: 68 % im Jahr 2018). Die japanische Justizministerin wies die Vorwürfe im Fall Ghosn zurück, die Vorgehensweise der Justiz sei angemessen.
BBC zitiert einen ehemaligen Mitarbeiter der Staatsanwaltschaft, dass diese selbstständig Anklage erheben oder fallen lassen könne ohne Überprüfung durch die Gerichte. Zusätzlich folgten die Gerichte im Hauptverfahren in den meisten Fällen dem Antrag der Staatsanwaltschaft. Die überaus starke Stellung der Staatsanwaltschaften werde noch dadurch unterstrichen, dass der Generalstaatsanwalt und mehrere andere oberste Staatsanwälte in der Hierarchie noch über dem Vize-Justizminister als formal höchstem Vertreter des Justizministeriums angesiedelt seien. Im April 2019 veröffentlichte Human Rights Watch einen Aufruf von 1010 japanischen Juristen und Fachleuten, das System der „Geiseljustiz“ abzuschaffen.